# 信号炎管
| 車両用信号炎管（相鉄12000系電車）  |  | 乗務員室内の引き紐（JR東日本E233系電車）  |
| 車両用信号炎管 （相鉄12000系電車） |  | 乗務員室内の引き紐 （JR東日本E233系電車） |

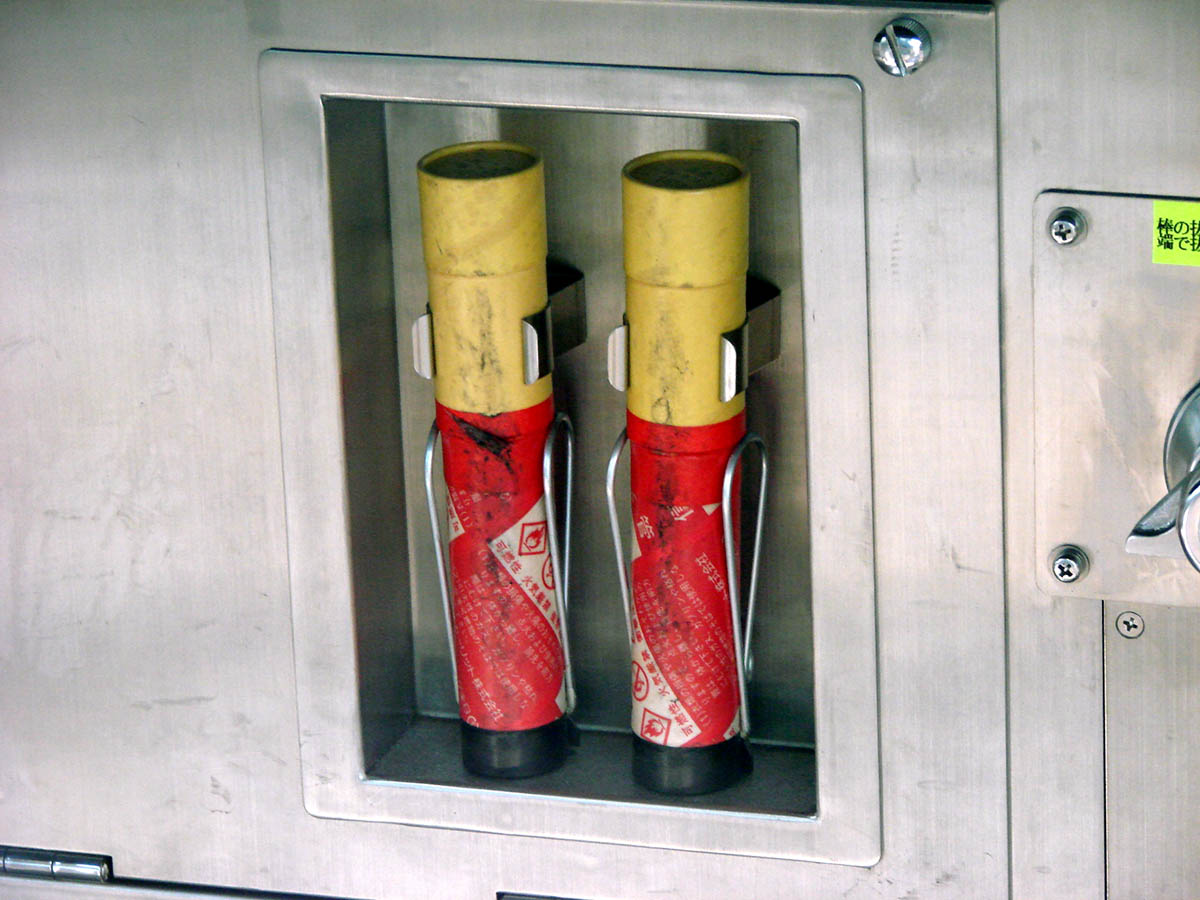
乗務員室に設置している携帯用信号炎管

信号炎管（しんごうえんかん）とは、鉄道において非常事態が発生した場合に、赤色火炎によって接近する列車に停止信号を現示するものである。信号炎管によって現示される信号を発炎信号といい、鉄道信号の1つ。古くは「信号焔管」とも呼ばれていた。

## 概要
鉄道営業法第一条に基づく鉄道に関する技術上の基準を定める省令第117条（旧鉄道運転規則第223条第2項）の国土交通省解釈基準である鉄道に関する技術上の基準を定める省令の解釈基準 別冊1 X-25第1項（11）2）（ア）に示されている列車防護設備または用品である。
車両の乗務員室助手席上部の屋根に取り付けられている点火装置に内蔵され、手動点火レバーの操作またはTE装置連動により点火できる車両用と、乗務員や駅務員、保線関係者や信号通信電気関係者が列車防護に使用するための携帯用がある。従前は、軌道脇に建植したパイプスタンド上に信号炎管を取り付けて、落石検知器や踏切非常報知器から点火する地上用も用いられていたが、現在は特殊信号発光機に取って代わられている。
自動車の保安装備品である発炎筒とは別物で、こちらは「自動車用緊急保安炎筒」という。鉄道用信号炎管は自動車の発炎筒とは違い、火炎が大きく燃焼時間が長い。また、発煙が非常に少ない地下鉄用もある。鉄道用信号炎管の燃焼時間は省令で5分以上と定められている。
なお、東日本旅客鉄道(JR東日本)では、防護無線などの列車防護設備が充実してきたことを背景に、2022年以降、新造車両への車両用信号炎管の設置を取りやめる方針を打ち出しており、FV-E991系やE235系1000番台の一部編成で、車両用信号炎管を設置せずに落成した車両が登場している。